# Lipidomika

Ilościowe profile lipidowe (lipidomy) drożdży Saccharomyces cerevisiae hodowanych w różnych temperaturach

Lipidomika – dziedzina nauki zajmująca się analizą jakościową i ilościową lipidów komórkowych w układach biologicznych. Słowo „lipidom” jest używane do opisania pełnego profilu lipidów w komórce, tkance, organizmie lub ekosystemie, będącego podzbiorem „metabolomu”, który obejmuje również trzy inne główne klasy cząsteczek biologicznych: białka/aminokwasy, cukry i kwasy nukleinowe. Lipidomika to stosunkowo nowa dziedzina badań, napędzana szybkim postępem w technologiach takich jak spektrometria mas (MS), spektroskopia magnetycznego rezonansu jądrowego (NMR), spektroskopia fluorescencyjna, interferometria z podwójną polaryzacją i metody obliczeniowe, w połączeniu z uznaniem roli lipidów w wielu chorobach metabolicznych, takich jak otyłość, miażdżyca, udar, nadciśnienie i cukrzyca. Ta szybko rozwijająca się dziedzina dopełnia ogromny postęp dokonany w genomice i proteomice, z których wszystkie stanowią rodzinę biologii systemów.
Badania lipidomiczne obejmują identyfikację i kwantyfikację tysięcy komórkowych molekularnych rodzajów lipidów i ich interakcji z innymi lipidami, białkami i innymi metabolitami. Badacze lipidomiki badają struktury, funkcje, interakcje i dynamikę lipidów komórkowych oraz zmiany zachodzące podczas zaburzeń w układzie.
Han i Gross po raz pierwszy zdefiniowali dziedzinę lipidomiki poprzez zintegrowanie specyficznych właściwości chemicznych właściwych lipidowym cząsteczkom z podejściem kompleksowej spektrometrii masowej. Chociaż lipidomika znajduje się pod parasolem bardziej ogólnej dziedziny „metabolomiki”, sama lipidomika jest odrębną dyscypliną ze względu na wyjątkowość i funkcjonalną specyfikę lipidów w stosunku do innych metabolitów.
W badaniach lipidomicznych ogromna ilość informacji ilościowo opisujących przestrzenne i czasowe zmiany zawartości i składu różnych molekuł lipidów gromadzi się po zaburzeniu komórki przez zmiany jej stanu fizjologicznego lub patologicznego. Informacje uzyskane z tych badań ułatwiają wgląd w zmiany funkcji komórkowej. Badania lipidomiczne odgrywają istotną rolę w określaniu mechanizmów biochemicznych procesów chorobowych związanych z lipidami poprzez identyfikację zmian w metabolizmie lipidów komórkowych, ich przepływie i homeostazie.